# 柴山ヒデアキ
柴山 ヒデアキ（しばやま ヒデアキ、1975年1月19日 - ）は日本のイラストレーター、絵本作家、漫画家、著作家。静岡県静岡市出身。東京都在住。屋号はアルフハイムスタジオ。本名、柴山 英昭（読み同じ）。

## 来歴
実家は祖父が営む駄菓子屋(父は会社員)。生後3ヶ月で血小板減少性紫斑病を発症。当時治癒の難しい難病であったが運よく寛解。ただし治療の過程でステロイドを投与した結果、乳児期には重度の肥満となり、その後、いじめやコンプレックスの多い幼少期を過ごす。この環境が屋内で絵を描く習慣につながった。
1993年に山梨学院大学商学部経営情報学科入学。デザイン系の専門学校を希望したが、両親の強い希望で四年制大学に進学。本人は画学校でなければどこでもよかったので進路希望に偏差値基準で適当な志望校を書いたが、やはり両親から「せめて名前が知れた学校に」ということで駅伝の強かった大学を選んだ。後にマラソンを趣味とした頃にこの学歴が役に立つことが多かった。
2年生のときに入部したコンピューター研究会でMS-DOSベースのドット打ちを経験し、具体的に絵を仕事にしたいと考えるようになった。しかし美術系とは遠い専攻だったため、当時は希望した進路に進むことができず、卒業後は地元のシステム開発会社に入社。
システム開発会社に就職するも、絵を生業にする意志が諦められず、プログラマとして専門学校に入り直す学費を貯めることに注力した。一方、業務では一般に普及する直前のIT技術を身につけることができ、これが後にデジタルベースで制作する活動に役立つことになる。
やがて会社のwebサイト制作担当(当時は"ホームページ担当"という呼称)を任され、練習として運用していた自身のwebサイトにイラストをアップロードしたことがきっかけで、インターネットの掲示板やメールなどを通じ、同じ趣味の友人を多く作ることができた。これが「イラストで人と人がつながる」と確信する経験となった。
2000年にデジタルハリウッド御茶ノ水本校（現デジタルハリウッド大学の前身）に入学。三年間の貯金で進学と生活がまかなえる学校ということで同校を選んだ。ここではSoftimageを使用した3DCGを学ぶ。卒業制作は「デジタル・フロンティア2001」に入賞した。
その後テクモ株式会社（現コーエーテクモホールディングス）でモンスターをはじめとするキャラクターデザイナー職に抜擢されるが、1年で事業部が消滅するという憂き目に遭い退社。デジタルハリウッド時代の先輩に誘われ、業務委託としてフリーランスのCGデザイナーに転身。10年ほど、ゲーム・映画・CM等の映像制作を行っていた。また、この間はイラストレーターとしての業務も並行していた。
やがてパチンコ(ギャンブル)関連の業務が増えてモチベーションが保てなくなったことや、ハードウェアの進化でCGの制作方法がエンジニア的になっていったことで、当初の志に立ち返り2009年からイラストレーターを専業とした。

## 作風
大きく分けて2分野の制作活動を行っている。どちらも「イラストで人と人をつなぐ」ことを意識している。

### クライアントワーク
注文に対して応じたイラスト制作業務。本業務を「文章や文字で伝えにくいことを伝える翻訳業」と説明している。
複数のタッチを使い分け、ターゲット・用途・効果に対し「最適に機能するイラスト」を制作している。これはゲーム会社勤務時代、購買層やゲームタイトルにマッチした絵柄の調整を動的に求められたことから様々なタッチを使いわけていた経緯によるものである。そのため、IT・スポーツ・医療・観光・飲食など、取引実績や対応力は非常に広い。苦手としているのはパースの多いリアルなイラストとファッションイラスト。
基本的にすべてフルデジタルで制作している。プログラマ時代の習慣でファイル名に2バイト文字や禁則文字を避け、データ整理にこだわる傾向がある。
長らく3DCG制作をしていた経験で、ショートカットキー利用を基本とした操作をしているために、制作速度が早い。

### アートワーク
百季というブランド名でアートとしてのイラスト制作も行っている。"百の季を越えても色褪せない生命"がコンセプト。
フルデジタル制作ではありつつ、鮮やかな色味が滲んで混ざり合うタッチは手描きと見間違われることが多い。制作のきっかけは、過去のイラストレーターの年鑑を見たときに、当時の流行作家を「古い」と感じたこと。「多くの人をつなぐべきイラストは古くさくなってはいけない」と思いから「長く残っているものを取り入れれば古くならない」という視点にたどり着き、数百年続く沖縄紅型染めの手法を意識したタッチで何百年も変わらない動物(生命)を描くようになった。
特に鳥をはじめとする翼を持っている動物をモチーフとして好み、作品によっては翼のない動物にあえて翼を付与したデザインで描くことがある。これは「海を越え、世代をまたいで多くの人をつないでくれる」という、イラストでコミュニケーションをとるという作家としての想いが理由。
2024年、8点の絵がニューヨークの日本食レストランに展示された。

### AIでの作画
画像生成AIを積極的に導入し、2024年よりHaiSaiという名でAIを使った作画を行っている。名前は本人のイニシャル”H”と”S”の後に"ai"をつなげたもの。
主に使用しているAIはMidjourney。
自身がかつて作品を盗用された経験があり、その際に相談した弁護士から「類似性が証明しにくいものは権利侵害に該当しにくい」と聞いたため、権利侵害トラブルを防ぐために人物や人工物などを排して作画することを心がけている。

### そのほか
webメディアでコラム執筆を行ったり、大学やネットでイラストの講義に携わることもある。

## 人物
- 「価値ある老人になる」ことが目標。生物的に不要になる老人が若い人々のつくる社会に役立つものは「かけた時間だけ積み重なるもの」だけと考えて、趣味やアクティビティを選んでいる。生業のイラスト制作、趣味のランニングや料理は「年齢関係なく経験を重ねれば若い人の役に立てる」という思いで取り組んでいる。
- 33歳のとき、仕事仲間に勧められた自転車をきっかけとしてランニングもはじめ、15kgのダイエットに成功。生来の肥満が解消されて標準体型から見た世界がこれまでと全く違い、感動すると同時に、いつもより冬が寒く感じたことに衝撃を受けた。
- ランニングは年間2,000km程度の走行距離を維持し、フルマラソンの他、トレイルランニングやウルトラマラソンへも出場していたが、コロナ後は走る回数や距離が減少している。
- フルマラソンで沿道応援者とのハイタッチをカウントする装置を装着して走っていた。この装置はエンジニアの知人が開発したもの。ハイタッチの最高記録は6885回。新聞やテレビでも取り上げられている。
- 男性着物に関するブログを運営している。また自身のデザインしたテキスタイルを用いた着物の制作も行っている。老舗店の接客を批判した記事が1日40000アクセスを記録したことがある。
- スパイスカレーは独学で調理しており、間借りカレー店営業も経験している。これまでに作った回数は300食を超えており、味だけでなく皿盛りの美しさも追究している。
- 酒好き。飲酒の習慣はなかったが、SNSの普及で飲み仲間が増えることで酒量も増えていった。「休肝日を作りなさい」ということばを亡母が遺すまで毎日飲んでいた。また、臆病な性格が、酒に酔うと楽観的になるため、かつての上司に「許可するから勤務中も飲んでいていい」と言われたことがある。
- 東京マラソン2023において、これをテーマにした東京都宝くじの図柄作家に採用され、同時に同大会に一般当選で出場している。
- 連れ子のいる女性との結婚と離婚を経ており、養子関係の娘がいる。
- 犬（ヨークシャーテリア）を飼っている。